# 普天満宮
普天満宮（ふてんまぐう）は、沖縄県宜野湾市普天間にある神社。宜野湾市で唯一の神社でもある。
現在の正式な社名は普天満宮となっているが、旧名「普天間宮」で記される事も多い。別称は普天満権現。一般的には普天満神宮と呼称される。琉球八社の一つ。

## 祭神
琉球古神道神と熊野権現とを祀る。慶安元年（1648年）刊の『琉球神道記』に「当国大社 七處アリ、六處ハ倭ノ熊野権現ナリ一處ハ八幡大菩薩也」、また別名である普天満権現については「濫觴亦知ラス、熊野ノ飛龍ト見ユ、東ニ当リテ瀑布アリ、其水霊也」と、祭神のことが記されている。
熊野権現
- 伊弉冉尊
- 速玉男命
- 事解男命
- 天照大御神
- 家都御子神

琉球古神道神
- 日の神
- 竜宮神（ニライカナイ神）
- 普天満女神（グジー神）
- 天神
- 地神
- 海神

## 由緒
創建については往昔、普天満宮の洞窟（普天満宮洞穴）に琉球古神道を祀ったことに始まり、尚金福王から尚泰久王の時代（15世紀中半）に熊野権現を合祀したと伝えられている。現存する古い記録には万暦18年（1590年）の「普天満権現碑」があり、『琉球神道記』や『琉球国由来記』（正徳3年（1713年））、『琉球国旧記』（享保16年（1731年））にも普天満宮関係が記載されている。
熊野信仰との関連では普天満宮を熊野三山の那智山飛龍権現に見立てて信仰されていたようである。さらに、近世沖縄における熊野信仰は琉球八社を始め、その分社、あるいは美津呂（びじゅる）、観音、霊石信仰とも習合しながら県内広域に伝播し、拝所（うがんじょ）としても数多く存在する。縁起伝承には首里桃原に出現した女神が普天満の洞窟に篭もったという伝承、その後洞窟より仙人が現れ「我は熊野権現なり」と神威を示さしたという伝承があり、又、中城間切り（現北中城村）安谷屋村の百姓夫婦や美里間切東恩納村の「当ノ屋（屋号）」に黄金（神徳）を授け苦難を救ったという伝承があり、「当ノ屋」ではそのお礼参りが続いている。旧暦9月は普天満参詣と言って、かつては中山王はじめ、ノロや一般の人々が各地より参集し拝礼の誠を捧げた。

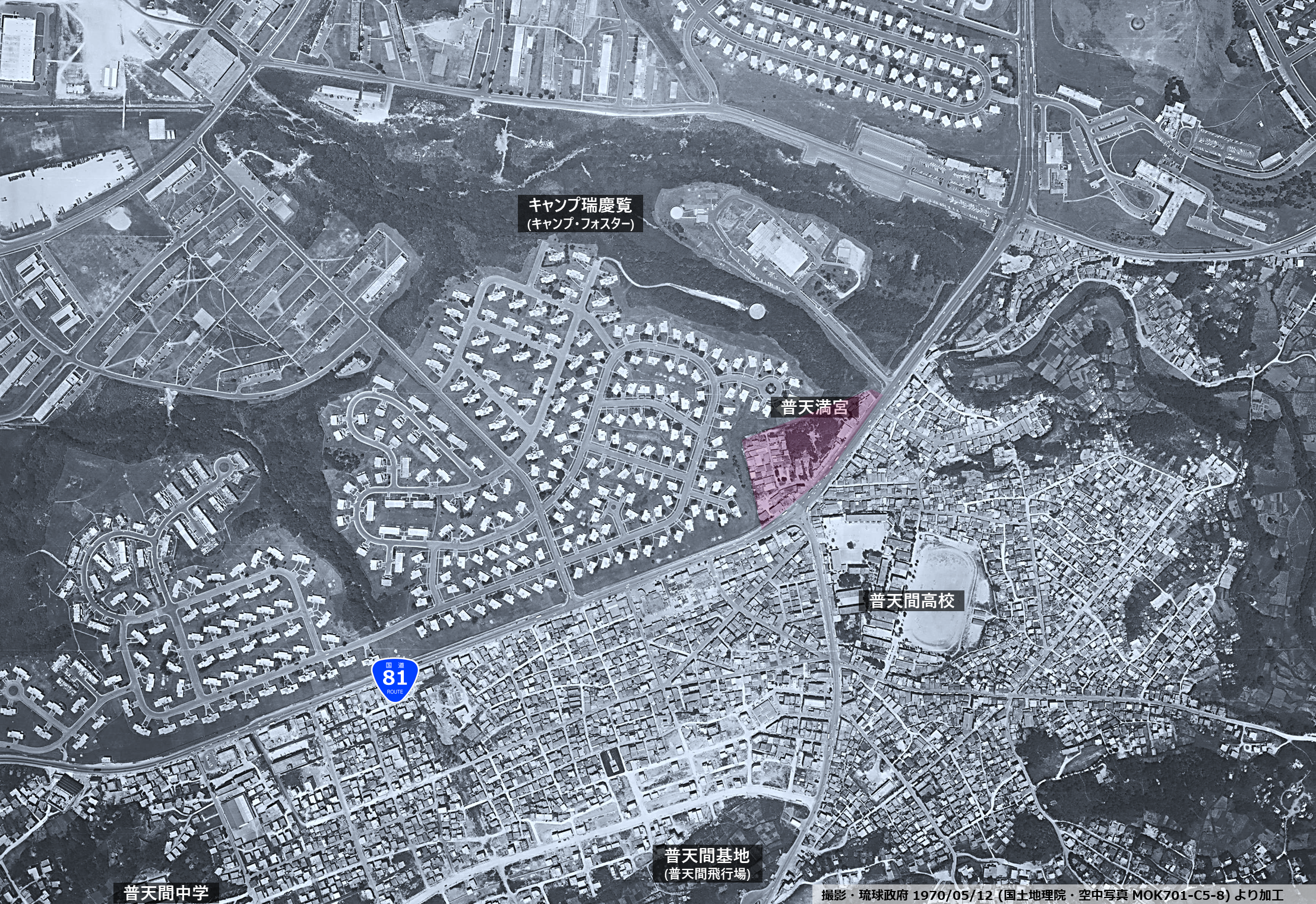
米軍基地キャンプ瑞慶覧 の一画に位置する普天満宮 (1970年の空中写真)

## 沖縄戦と戦後
沖縄戦のあった昭和20年（1945年）には、当時の社掌が神体を持って本島南部の糸満へと避難した。戦争終結後は、敷地が米軍基地キャンプ瑞慶覧 (キャンプ・フォスター) の一部として接収され、立ち入りは禁止されていたため、社掌の出身地である具志川村（現うるま市）田場に仮の宮を造った。
1949年に米軍から敷地が開放され、神体も移転される。当時は簡素な鳥居と社殿のみであった。
1953年にハワイの県人会および県内外からの支援で本殿や社務所の再建が始まる。

1972年5月15日、沖縄の本土復帰に伴い宗教法人格を取得、神社本庁と被包括関係を結ぶ。

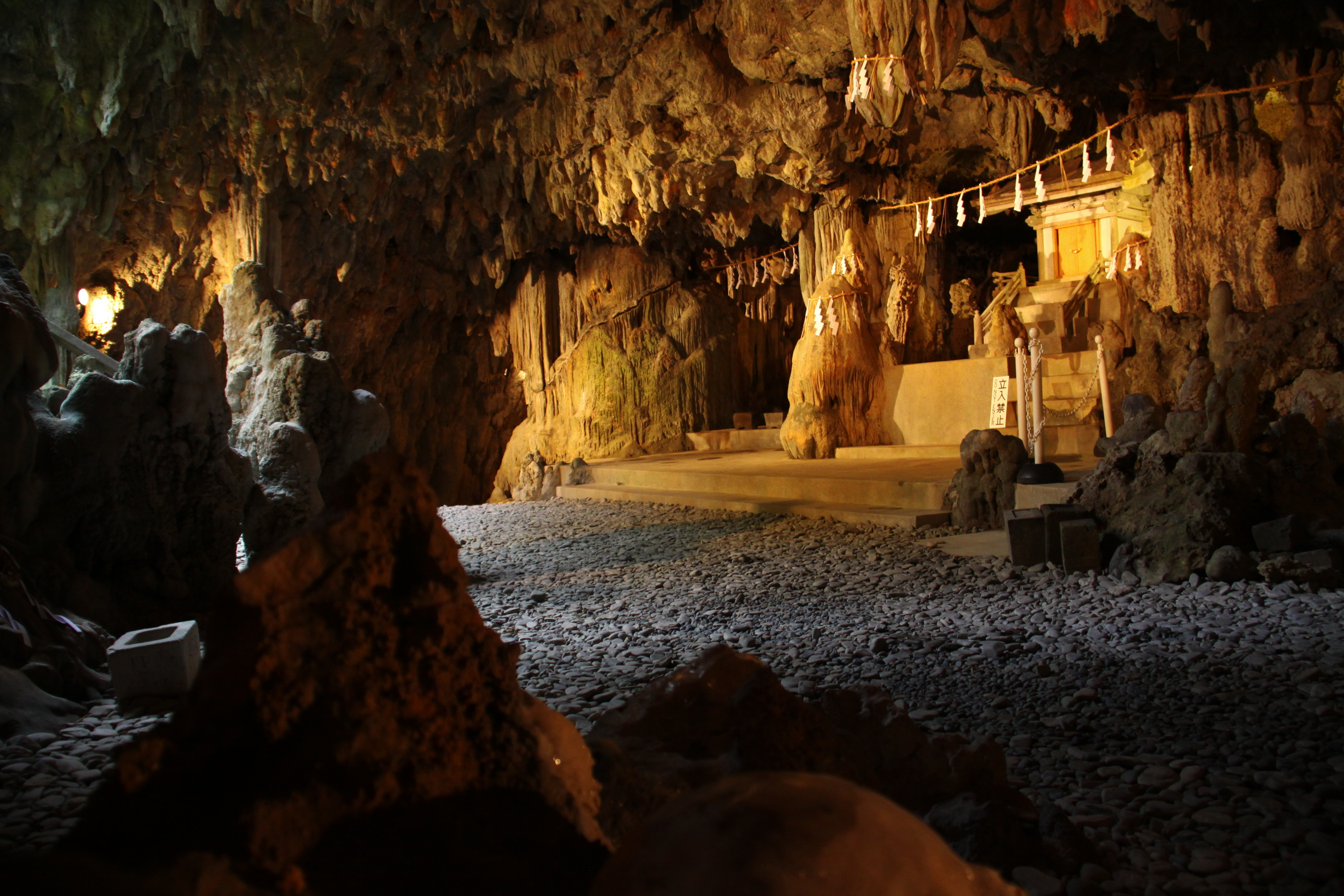
奥宮

## 普天満宮洞穴
社殿裏にある普天満宮洞穴は全長280ｍにおよぶ鍾乳洞で、洞穴内と周辺では沖縄貝塚時代前期後半以後（約3000年前）の遺物や、2万年前の動物の化石などが多数発掘されており、平成3年（1991年）3月1日に宜野湾市の名勝に指定された。現在、一部が無料で公開されている。

### 奥宮

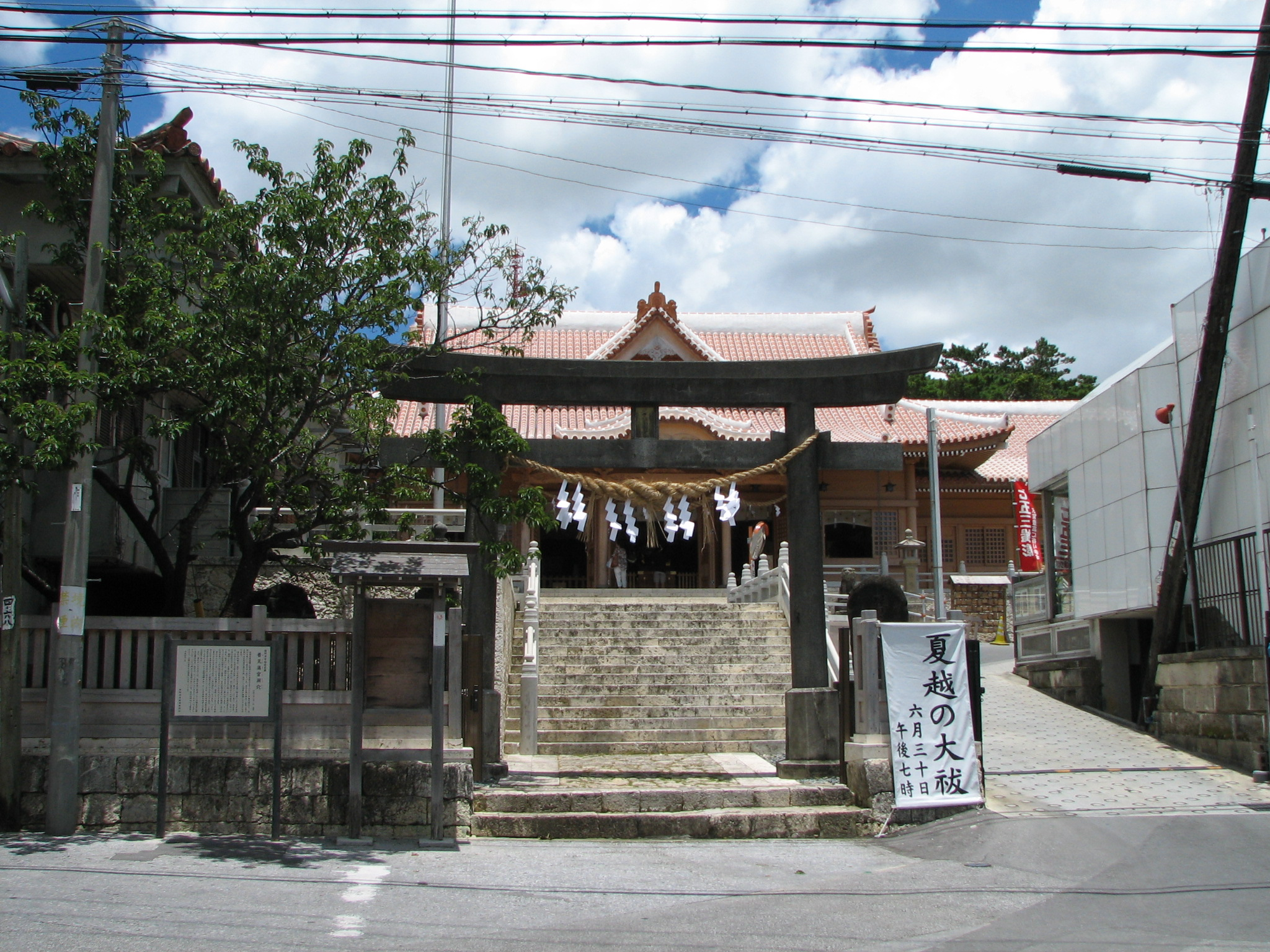
鳥居

境内奥の洞穴「普天満宮洞穴」の内部に奥宮が祀られている。10時より17時まで拝観可能（但し、正月期間中及び、神社の都合により拝観できないこともある）。奥宮にある霊石の一つに「こひつじ岩」と呼ばれる陰陽石があり、縁結びの御利益があるといわれている。

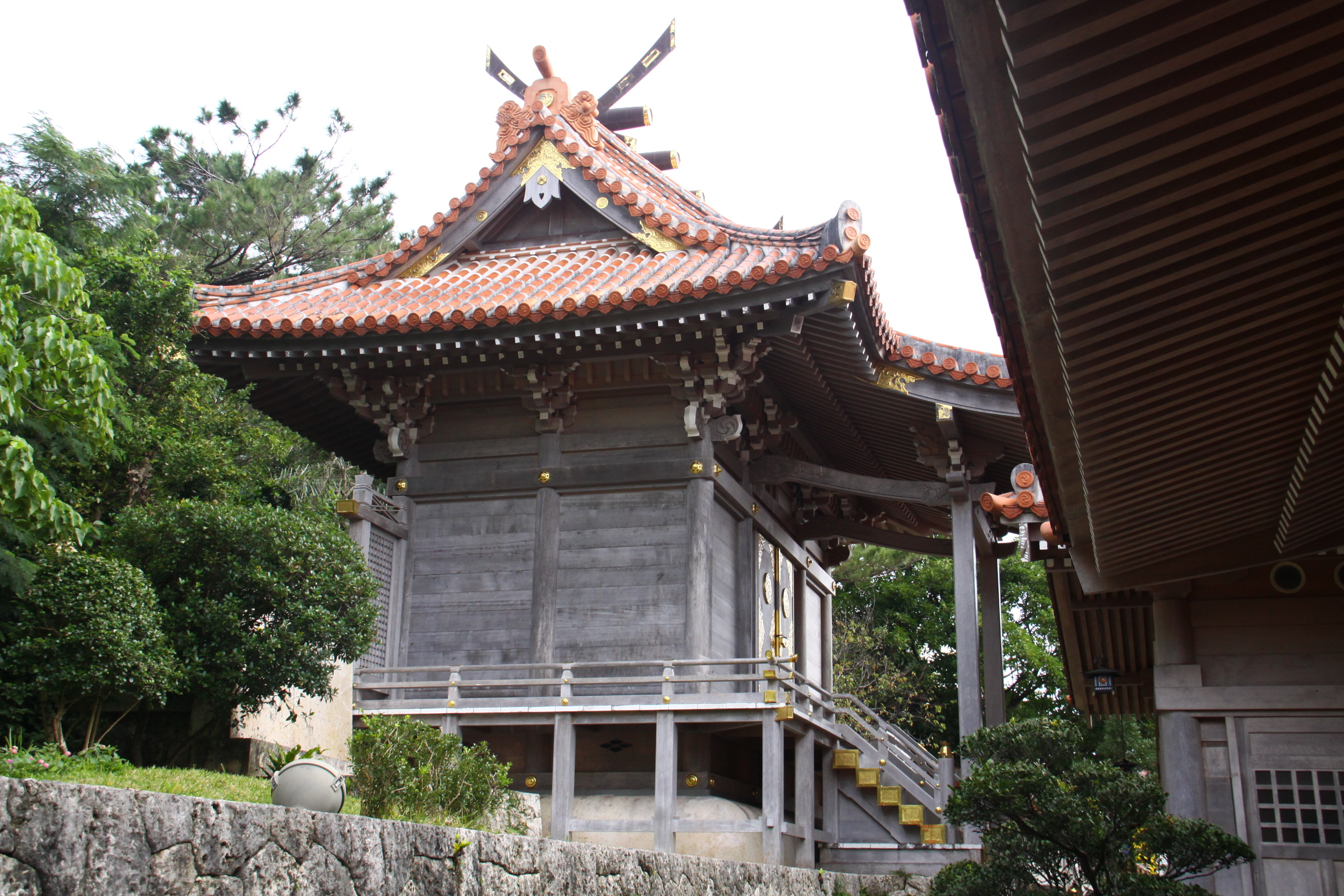
本殿

## 普天間参詣道

### 宜野湾並松
普天満宮から首里へと続く普天間参詣道沿いには昭和7年（1932年）4月に国指定天然記念物となった宜野湾並松（じのーんなんまち）があり、リュウキュウマツによる並木道が5kmにわたり続いていた。沖縄戦直前に資材としてほとんどが伐採され、その後の戦闘により残りも消失した。その参道は戦後は米軍普天間飛行場となり、市街地にわずかに残った松もマツクイムシなどですべて消えてしまった。

### 中頭方西海道と普天満参詣道
1644年に尚賢王が普天満に参詣し、これ以降毎年9月に無病息災を祈って国王一行の普天満参詣が始まった。この普天間参詣道は17世紀に石畳と橋が整備されたが、現在は浦添大公園内に当山の石畳道として石畳の一部と当山橋が残されている。現在は参詣道の大部分が米軍の普天間基地内にあるため、首里から佐真下公園までしか辿ることができないが、琉球王府が整備した宿道である中頭方西海道、ならびにそこから分岐して国王が普天満へと参詣した普天満参詣道は2012年に史蹟名勝天然記念物に指定された。

### 西普天間の「郡道」
2018年、米軍基地キャンプ瑞慶覧の一部「西普天間住宅地区」の返還跡地を整備の途中、地中から郡道「普天間旧道」跡が良好な状態で発見された。

## 名称
1932年の記録映画『沖繩縣の名所古蹟の實況』に記録された鳥居の扁額には「普天間宮」と記されているが、1963年の戦後再建された鳥居には「普天満宮」と記されている。2005年から2006年、本殿や社務所を建て替え、それに伴い正式に名称を「普天間宮」から「普天満宮」へと改めた。

## 祭事
例祭：旧暦9月15日

## 年表
- 尚金福王から尚泰久王時代（15世紀中半）：熊野権現を合祀。
- 明治元年（1868年）3月：神仏分離令。
- 明治4年（1871年）5月14日：近代社格制度制定。
- 昭和20年（1945年）：沖縄戦などにより消失。
- 昭和20年12月15日：神道指令。
- 昭和28年（1953年）：奥宮再建。
- 昭和35年（1960年）：社団法人普天間宮奉賛会、設立。
- 昭和38年（1963年）：拝殿再建。
- 昭和43年（1968年）：本殿再建。
- 昭和43年 - 44年：熊野三山より熊野権現を改めて勧請。
- 昭和48年（1973年）12月18日：宗教法人に登記。
- 平成16年（2004年）4月3日：拝殿と本殿の建替えのために、仮殿に遷座。

## 交通

### 路線バス
普天間バス停（徒歩2～5分）
- 22番・こどもの国宮里線　（琉球バス交通）
- 23番・具志川線　（琉球バス交通）
- 25番・普天間空港線　（那覇バス）
- 27番・屋慶名（大謝名）線　（琉球バス交通・沖縄バス）
- 31番・泡瀬西線　（東陽バス）
- 52番・与勝線　（沖縄バス）
- 58番・馬天琉大泡瀬線　（東陽バス）
- 61番・前原線　（沖縄バス）
- 77番・名護東（辺野古）線　（沖縄バス）
- 80番・与那城線　（沖縄バス）
- 88番・宜野湾線　（琉球バス交通）
- 90番・知花（バイパス）線　（琉球バス交通）
- 223番・具志川おもろまち線　（琉球バス交通）
- 227番・屋慶名おもろまち線　（琉球バス交通・沖縄バス）
- 290番・知花おもろまち線　（琉球バス交通）

参考：バスマップ沖縄